# كرايغ هيبورن
كرايغ هيبورن (بالإنجليزية: Craig Hepburn) هو منافس ألعاب قوى باهاماسي، ولد في 10 ديسمبر 1969.

## وصلات خارجية
- كرايغ هيبورن على موقع الاتحاد الدولي لألعاب القوى (الإنجليزية)
- كرايغ هيبورن على موقع أوليمبيديا (الإنجليزية)
- كرايغ هيبورن على موقع اتحاد ألعاب الكومنولث (مؤرشف) (الإنجليزية)